# Општина Чернатешти (Долж)
Чернатешти (рум. Cernăteşti) општина је у Румунији у округу Долж.
Oпштина се налази на надморској висини од 202 m.